# Dickschalige Trogmuschel
Die Dickschalige Trogmuschel (lat. Spisula solida), auch Dicke Trogmuschel oder Feste Trogmuschel genannt, ist eine im Nordatlantik verbreitete Muschelart aus der Familie der Trogmuscheln (Mactridae). Ihre Bestände wurden in der Nordsee von 1992 bis 1996 befischt, ihre Populationen gingen dadurch jedoch so stark zurück, dass eine weitere wirtschaftliche Nutzung nicht mehr möglich ist.

## Merkmale
Das gleichklappige, stark geblähte (dicke), nicht klaffende Gehäuse wird bis 4,5 cm lang (nach anderen Angaben bis 5,5 cm (Poppe & Goto)). Es ist im Umriss annähernd dreieckig. Der Wirbel sitzt etwa in der Mitte der Gehäuselänge oder nur geringfügig vor der Mitte, d. h. das Gehäuse ist annähernd gleichseitig. Das dunkelbraune Ligament ist zweigeteilt; das äußere Ligament liegt hinter dem Wirbel und ist kurz und schmal. Das innere Ligament ist sehr deutlich ausgeprägt und liegt unter und hinter dem Wirbel; es ist auf einem speziellen Schalenfortsatz („Chondrophor“) befestigt. Das Schloss weist auf der rechten Klappe zwei getrennte Hauptzähne und je zwei vordere und hintere Seitenzähne auf. Die linke Klappe besitzt drei Hauptzähne und je einen hinteren und vorderen Seitenzahn. Die zwei vorderen Hauptzähne sind zu einem umgekehrt v-förmigen Gebilde verwachsen. Der dritte hintere Hauptzahn ist dünn, fragil und oft abgebrochen. Die oberen und unteren Flächen der Lateralzähne in der linken Klappe sind gekerbt. In der rechten Klappe sind die jeweiligen Innenseiten der Lateralzähne gekerbt. Der Mantelrand ist eingebuchtet, erreicht aber nicht das hintere Ende des Chondrophor.
Die weißliche Schale ist verhältnismäßig dick und festschalig, daher rührt der lateinische Name der Art solida = fest. Die Oberfläche trägt konzentrische Anwachsstreifen. Der innere Gehäuserand ist glatt. Das Periostracum ist ein sehr dünner, hellbrauner Überzug.
Rechte und linke Klappe des gleichen Tieres:

Rechte Klappe
Linke Klappe

## Geographische Verbreitung, Lebensraum und Lebensweise
Das Verbreitungsgebiet der Dickschaligen Trogmuschel erstreckt sich im östlichen und nördlichen Atlantik von Island und Nordnorwegen bis nach Mauretanien. Sie kommt auch in der Nordsee und im Mittelmeer vor.
Die Dickschalige Trogmuschel lebt eingegraben in sandigen Böden von 15 bis 160 m Tiefe. In der Nordsee liegt das Hauptvorkommen in 15 bis 40 m Tiefe. Im Sommer lebt sie dicht unter der Sedimentoberfläche, im Winter gräbt sie sich tiefer in den Meeresboden ein. Sie lebt von tierischen und pflanzlichen Schwebstoffen. Die Ablaichzeit erstreckt sich (in der Nordsee) von Mai bis Juli. In diesen Monaten werden mehrmals Eier und Spermien ins freie Wasser abgegeben, wo dann die Befruchtung stattfinden kann. Die Tiere sind im Alter von etwa zwei Jahren und einer Größe von etwa drei Zentimetern geschlechtsreif. In der Regel werden sie höchstens sechs Jahre alt.

## Wirtschaftliche Bedeutung
Im Jahr 1992 begann in Schleswig-Holstein die Befischung der Festen Trogmuschel. 1995 betrug die gefischte Menge noch 6300 Tonnen, aber bereits im Januar 1996, nach einem strengen Winter, musste die Befischung als unrentabel eingestellt werden. Seitdem gibt es in der Nordsee keine nennenswerten, befischbaren Bestände der Festen Trogmuschel mehr. Sie ist zwar nach wie vor weit verbreitet auf sandigen Böden, jedoch in geringen Besiedlungsdichten (weniger als 5 Individuen pro m²).

## Taxonomie
Die Art wurde schon von Carl von Linné 1758 als Cardium solidum beschrieben. Es ist die Typusart der Gattung Spisula Gray, 1837.

## Belege

### Online
- Marine Bivalve Shells of the British Isles: Spisula solida (Linnaeus, 1758) (Website des National Museum Wales, Department of Natural Sciences, Cardiff)